# The Ozzman Cometh
The Ozzman Cometh es un álbum recopilatorio de Ozzy Osbourne, publicado en 1997.
Es su segunda colección de grandes éxitos (la primera fue Ten Commandments de 1990) y contiene cinco canciones inéditas, además de algunos vídeos en formato Quicktime. Las versiones del disco posteriores al año 2002 solamente contienen un CD, y la canción "Shot in the Dark" es reemplazada por "Miracle Man", esto debido a un pleito legal entre Osbourne y el autor de la canción, Phil Soussan, por cuestiones contractuales.

## Lista de canciones
1. "Black Sabbath" (Ozzy Osbourne, Tony Iommi, Geezer Butler, Bill Ward) - 9:25
2. "War Pigs" (Osbourne, Iommi, Butler, Ward) - 8:15
3. "Goodbye to Romance" (Osbourne, Randy Rhoads, Bob Daisley) - 5:35
4. "Crazy Train" (Osbourne, Rhoads, Daisley) - 4:51
5. "Mr. Crowley" (Osbourne, Rhoads, Daisley) - 4:56
6. "Over the Mountain" (Osbourne, Rhoads, Daisley, Lee Kerslake) - 4:32
7. "Paranoid [Live]" (Osbourne, Iommi, Butler, Ward) - 2:53
8. "Bark at the Moon" (Osbourne) - 4:16
9. "Shot in the Dark" (Osbourne, Phil Soussan) - 4:16
10. "Crazy Babies" (Osbourne, Zakk Wylde, Daisley, Randy Castillo) - 4:14
11. "No More Tears [Video Edit]" (Osbourne, Wylde, Mike Inez, Castillo, John Purdell) - 5:54
12. "Mama, I'm Coming Home" (Osbourne, Wylde, Lemmy) - 4:11
13. "I Don't Want to Change the World [Live]" (Osbourne, Wylde, Castillo, Lemmy) - 4:00
14. "I Just Want You" (Osbourne, Jim Vallance) - 4:57
15. "Back on Earth" (Richard Supa, Taylor Rhodes) - 5:00